# Sione ʻUluvalu Takeivulai Ngu Tukuʻaho
Le prince Sione ʻUluvalu Takeivulai Ngu Tukuʻaho, dit Tuʻipelehake, né le 7 octobre 1950 et mort le 5 juillet 2006 (heure locale) sur la U.S. Route 101 à Menlo Park en Californie (États-Unis), est un membre de la famille royale tongienne.

## Famille et titre
Petit-fils de la reine Salote Tupou III et neveu du roi Taufaʻahau Tupou IV, il devint le sixième tenant du titre de Tuʻipelehake (l'un des trente-trois titres de la noblesse tongienne héréditaire) au décès de son père, l'ancien Premier ministre Fatafehi Tuʻipelehake, le 10 avril 1999. Sa mère était la Princesse Melenaite Tupoumoheafa.
Il épousa Kaimana Hauoli ʻo Kuini Aleamotuʻa, issue d'une famille noble. Ils n'eurent pas d'enfants.

## Éducation et carrière
Il étudia à l'Université d'Auckland à partir de 1970, puis servit « très brièvement » dans les forces armées (Tonga Defence Services) en 1972, avec le grade de second lieutenant dans l'infanterie, avant d'entamer des études à l'Académie militaire indienne à Dehra Dun. Il revint aux Tonga en 1974, et obtint le grade de capitaine. De 1974 à 1977, il reçut une formation militaire auprès de la New Zealand Defence Force,.
Après avoir travaillé dans l'administration civile, au ministère des Terres puis au ministère du Travail et du Commerce, il se lança en politique dans les années 2000. Ayant un titre de noblesse depuis 1999, il pouvait se porter candidat devant les électeurs nobles pour être représentant de la noblesse à l'Assemblée législative. Il fut député pendant plusieurs années, jusqu'à sa mort.

## «Prince du peuple»
Le prince Tuʻipelehake s'engagea activement en faveur de réformes vers plus de démocratie dans le royaume. À partir de 2005, il présida un comité rencontrant des citoyens ordinaires, aux Tonga et expatriés, pour discuter de réformes politiques et recueillir leurs points de vue. Le comité devait remettre son rapport au roi Taufaʻahau Tupou IV en septembre 2006. Ayant notamment participé à une manifestation de fonctionnaires en grève en 2005, ainsi qu'aux négociations visant à satisfaire leurs revendications, il fut décrit comme « le Prince du peuple », « le lien entre les roturiers et la noblesse »,.

## Décès
Dans le cadre de la consultation de Tongiens expatriés au sujet de réformes démocratiques, le prince Tuʻipelehake et son épouse se rendirent à San Francisco le 4 juillet 2006. Le lendemain, leur voiture fut heurtée sur l'autoroute par celle d'une adolescente de dix-huit ans roulant en excès de vitesse, qui tentait de les dépasser. La voiture princière fut renversée par le choc, roulant plusieurs fois avant de s'immobiliser sur le toit. Le couple princier et leur chauffeur, Vinisia Hefa, furent tués sur le coup. L'adolescente fut arrêtée et condamnée à deux ans de prison,.
Le couple n'ayant pas eu d'enfant, le titre de Tuʻipelehake revint au frère du prince, Viliami Tupoulahi Mailefihi Tukuʻaho.